# جونيور ليموس
جونيور ليموس هو لاعب كرة قدم برازيلي في مركز الوسط، ولد في 30 يوليو 1993. لعب مع نادي أمريكا.

## وصلات خارجية
- جونيور ليموس على موقع قاعدة بيانات كرة القدم.إي يو (الإنجليزية)
- جونيور ليموس على موقع Soccerway.com (الإنجليزية)